# Elección presidencial de Alemania de 2012
La Elección presidencial de Alemania de 2012 se realizó el 18 de marzo de 2012 con la reunión de la  15.ª Asamblea Federal en el edificio del Reichstag en Berlín.
En la elección, Joachim Gauck sacó la primera votación convirtiéndose en el undécimo Presidente de la República Federal de Alemania.

## Antecedentes
El 17 de febrero de 2012, el 10° Presidente de Alemania, Christian Wulff renunció de su cargo. Entre las causas de la renuncia estaban diversos casos de corrupción que salieron al conocimiento público. Wulff había llegado al poder después de que su predecesor Horst Köhler había renunciado por causas similares. Cabe destacar que la renuncia de un presidente en Alemania es de efecto inmediato, sin posibilidad alguna que el parlamento pueda retractar la iniciativa.
De acuerdo con el artículo 54 párrafo 4 de la Ley Fundamental para la República Federal de Alemania, se convoca a la Asamblea Federal para que elija a un nuevo presidente de la república a más tardar 30 días después de la renuncia.
El Parlamento Regional del Sarre tuvo que elegir sus electores a pesar de haber terminado la legislatura de conformidad con su constitución estatal. De manera similar, el Parlamento Regional de Renania del Norte-Westfalia, se disolvió el 14 de marzo poniendo fin a la legislatura también a ese momento, sin embargo, sus respectivos electores ya habían sido elegidos por dicho parlamento, el 28 de febrero.
El 17° Bundestag alemán es el primer Bundestag que participa en dos convenciones federales. Los parlamentos regionales de Baviera, Hesse y Baja Sajonia tuvieron que elegir en una misma legislatura sus electores para tres elecciones presidenciales.

## Candidatos

### Joachim Gauck
Joachim Gauck, Teólogo y activista por los derechos civiles, fue proclamado candidato el 19 de febrero de 2012 con el apoyo de la Unión Demócrata Cristiana, la Unión Social Cristiana de Baviera, el Partido Socialdemócrata de Alemania, el Partido Democrático Liberal y la Alianza 90/Los Verdes. Posteriormente, la Asociación de Votantes del Schleswig Meridional y los Votantes Libres anunciaron su apoyo a Gauck.
Gauck ya fue candidato en la Elección presidencial de Alemania de 2010, donde fue apoyado por los Socialdemócratas y los Verdes y también recibió apoyo de los Electores Libres y el consentimiento del SWW, pero perdió en la tercera vuelta frente a Christian Wulff, quien ganó con los partidos de centroderecha (CDU, CSU y FDP).
La Coalición por Gauck tenía la representación de 1.111 electores de un total de 1.240 mujeres y hombres elegidos. Joachim Gauck finalmente fue elegido con 991 votos válidos.

### Beate Klarsfeld

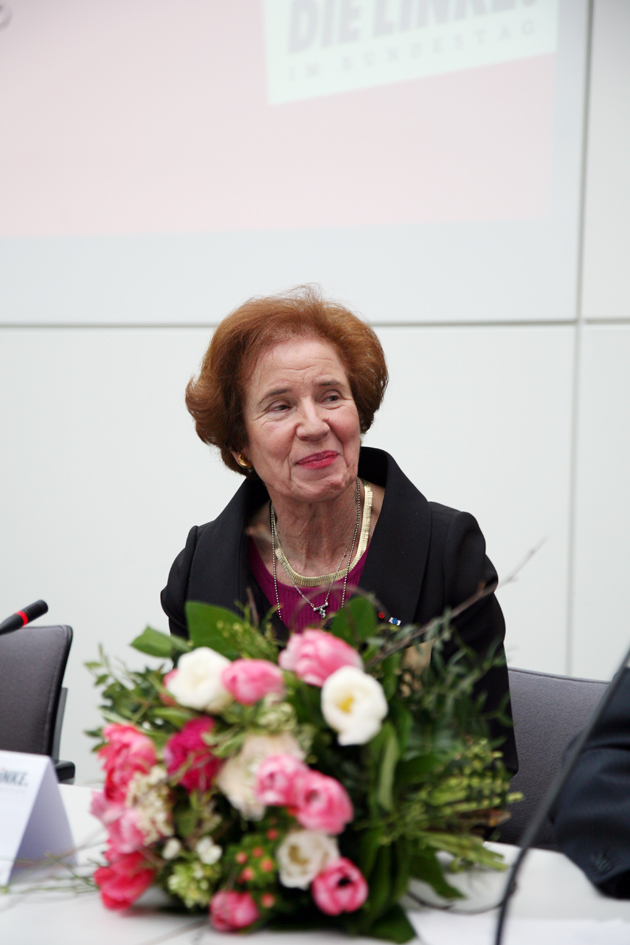
Beate Klarsfeld en 2012

Periodista y activista, Beate Klarsfeld es una famosa 'cazadora' de criminales de guerra nacionalsocialistas que escaparon tras la II Guerra Mundial. Junto a su marido, Serge Klarsfeld, realizó numerosas campañas de búsqueda, acoso, desprestigio y denuncia contra ex-nazis que no habían sido condenados por sus crímenes, tanto en Europa como en países de América del Sur, logrando que posteriormente fueran "cazados" (apresados), juzgados y condenados. Ha denunciado también la pasada militancia nazi de otros importantes políticos y funcionarios europeos.
Fue elegida el 27 de febrero de 2012 por el Comité Ejecutivo del partido La Izquierda, que fue representado con 124 personas en la Asamblea Federal, designados por unanimidad como candidatos.

### Olaf Rose
Olaf Rose, historiador militar y autor de escritos revisionistas, profesor de extrema derecha y exmiembro de la Junta Federal del neonazi Partido Nacionaldemócrata de Alemania, fue nominado por su partido, que fue representado en la Asamblea Federal con tres personas para la elección del 5 de marzo de 2012.

### Candidaturas fallidas
El Partido Pirata de Alemania consideró nominar a un candidato, pero no lo hicieron antes de la elección.

## Composición de la Asamblea federal
En la siguiente tabla se muestra la distribución de la 15.ª Asamblea:
|  | 39.2 % |

|  | 26.7 % |

|  | 11.9 % |

|  | 11.0 % |

|  | 10.0 % |

|  | 0.8 % |

|  | 0.2 % |

|  | 0.2 % |

|  | 0.1 % |

## Resultados

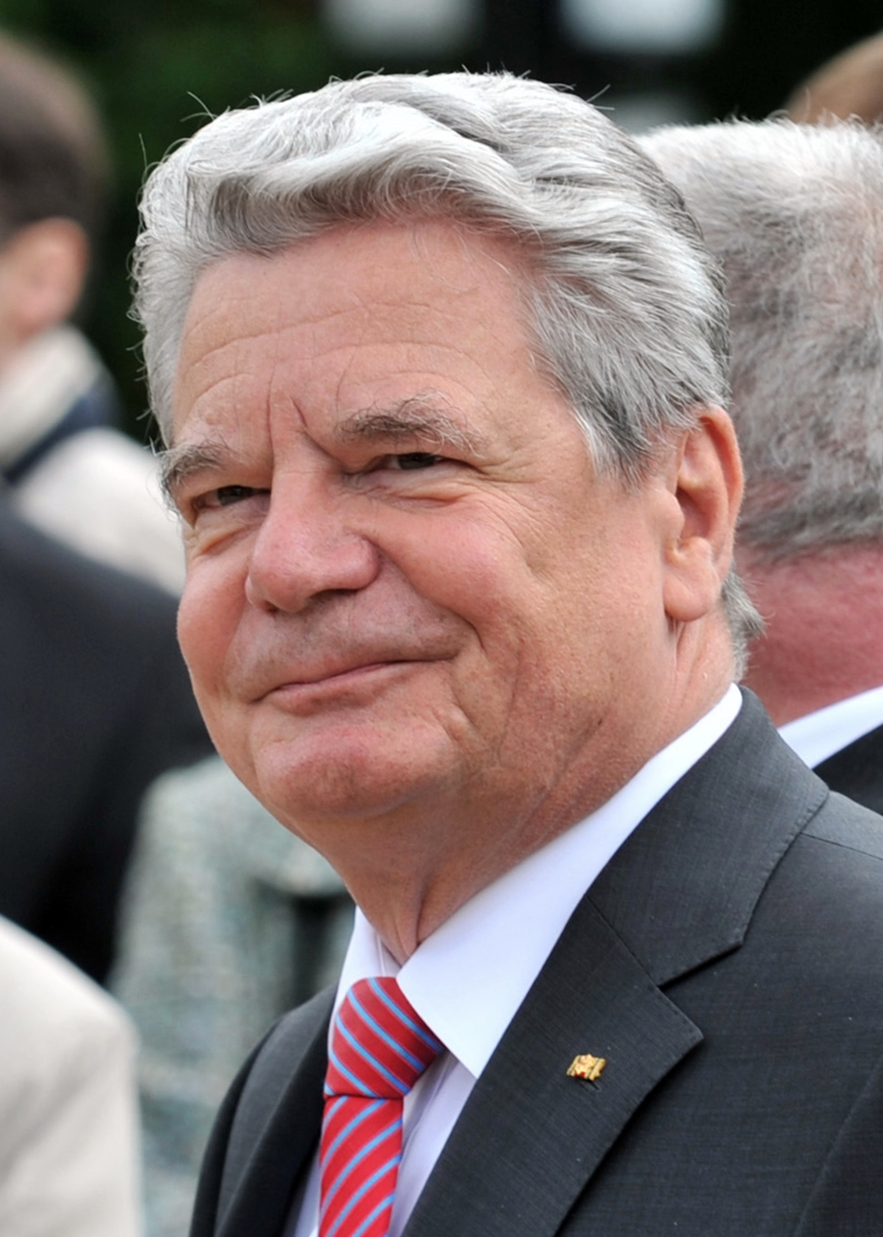
Gauck en 2012

La votación comenzó en la tarde a las 14:24 del 18 de marzo de 2012, Gauck aceptó su elección. Fue elegido en primera vuelta con 991 votos de la Asamblea federal. El presidente del Bundestag, Norbert Lammert anunció públicamente el resultado. En reacción, Gauck exclamó: "Que hermoso domingo.",
refiriéndose al aniversario el 18 de marzo de 1990 cuando la Alemania oriental realizó sus primeras elecciones libres en su historia.
| Candidato                 | Apoyo político                      | Votos | Porcentaje | Resultado          |
| ------------------------- | ----------------------------------- | ----- | ---------- | ------------------ |
| Joachim Gauck             | CDU, SPD, FDP, Verdes, CSU, SWW, FW | 991   | 79.9%      | Presidente Federal |
| Beate Auguste Klarsfeld   | La Izquierda                        | 126   | 10.2%      |                    |
| Olaf Volker Bernhard Rose | NPD                                 | 3     | 0.2%       |                    |
| Abstenciones              | Abstenciones                        | 108   | 8.7%       |                    |
| Votos válidos             | Votos válidos                       | 1.228 | 99.0%      |                    |
| Votos nulos               | Votos nulos                         | 4     | 0.3%       |                    |
| Participación             | Participación                       | 1,232 | 99.3%      |                    |
| Ausentes                  | Ausentes                            | 8     | 0.7%       |                    |
| Total de la convención    | Total de la convención              | 1.240 | 100%       |                    |
| Fuente: Wahlrecht.de      |                                     |       |            |                    |